# Tour della nazionale maschile di rugby a 15 dell'Inghilterra 2009
La nazionale di rugby a 15 dell'Inghilterra, campione del mondo nel 2003, vive tra il 2008 e il 2011 viene affidata al vecchio capitano Martin Johnson.
Nel 2009, priva dei migliori giocatori impegnati nel tour dei "Lions", la nazionale inglese disputa due match con L'Argentina. Il primo dei quali si gioca a Manchester, per garantire un più congruo incasso alla Union Argentina de rugby.
A Manchester vincono nettamente i bianchi., che però cedono nel finale ai "Pumas" nel secondo match

## Risultati
| Arbitro: | Christophe Berdos |

| |            | |
| 7' c.p 12' drop 21' c.p. Goodie (9-3) 25' meta Banahan tr. Goodie (16-3) 36' c.p.Goodie (19-6) 44' c.p. Goodie (22-9) 54' c.p. Goodie (25-15) 59' meta D. Armitage tr. Goodie (32-15) 79' meta D. Armitage (37-15) | Marcatori  | 3' c.p. Hernandez (0-3) 29' c.p. Hernandez (16-6) 38' c.p. Hernandez (19-9) 48' 51' c.p. Hernandez (22-15) |
| 15 Delon Armitage 14 Mark Cueto,13 Dan Hipkiss 12 Tom May,11 Matt Banahan 10 Andy Goode,9 Danny Care 8 N.Easter,7 S.Armitage,6 James Haskell 5 Louis Deacon,4 Steve Borthwick (cap) 3 Wilson,2 D.Hartley,1 T.Payne, sostituti: 16 S.Thompson,17 Julian White,18 Ben Kay 19 Jordan Crane,20 Paul Hodgson 21 Sam Vesty,22 Mathew Tait, | Formazioni | 15 Horacio Agulla 14 Federico Aramburu,13 Gonzalo Tiesi 12 Miguel Avramovic,11 Gonzalo Camacho 10 J.M.Hernadez,9 Nicolas Vergallo 8 J.M.Fernadez Lobbe(c) 7 J.M.Leguizamon,6 A.Galindo 5 Patricio Albacete,4 Manuel Carizza 3 J.P. Orlandi,2 A.Vernet Basualdo,1 R.Roncero, sostituti: 16 E.Guizanu,17 Marcos Ayerza,18 Esteban Lozada 19 Alejandro Abadie,20 Alfredo Lalanne 21 Santiago Fernandez,22 L.Gonzales Amorosino, |

| Arbitro: | Alan Lewis |

| |            | |
| 2' meta Leguizamon (5-0) 14 ' 19' 23' c.p. Hernadez (14-3) 42' meta Camacho tr. Hernadez (21-3) 70' drop Hermandez (24-15) | Marcatori  | 7' c.p. Goodie (5-3) 46' 50' 56' 69' c.p. Goodie (21-15) 77' meta Banahan tr Goodie (24-22) |
| 15 Horacio Agulla 14 F. Leonelli Morey,13 Gonzalo Tiesi 12 S.Fernandez,11 Gonzalo Camacho 10 J.M. Hernandez,9 Alfredo Lalanne 8 J.M.F.Lobbe,7 J.M. Leguizamon,6 G.Fessia 5 Patricio Albacete,4 R.A. Kairelis 3 M.Ayerza,2 M.Ledesma,1 Rodrigo Roncero, sostituti: 16 AV Basualdo,17 J.P. Orlandi,18 E.Lozada 19 Manuel Carizza,20 Nicolas Vergallo 21 Miguel Avramovic,22 Amorosino, | Formazioni | 15 Delon Armitage 14 Mark Cueto,13 Dan Hipkiss 12 Tom May,11 Matt Banahan 10 Andy Goode,9 Danny Care 8 N.Easter,7 S.Armitage,6 .C.Robshaw 5 Louis Deacon,4 S.Borthwick 3 J.White,2 D.hartley,1 T.Payne, sostituti: 16 George Chuter,17 Wilson,18 Ben Kay 19 James Haskell,20 Paul Hodgson 21 Sam Vesty,22 Mathew Tait, |